# Атрипальда
Атрипальда (італ. Atripalda) — муніципалітет в Італії, у регіоні Кампанія,  провінція Авелліно.
Атрипальда розташована на відстані близько 230 км на південний схід від Рима, 50 км на схід від Неаполя, 4 км на схід від Авелліно.
Населення — 11 056 осіб (2014).
Щорічний фестиваль відбувається 9 лютого. Покровитель — святий Сабіно з Авелліно.

## Демографія
Населення за роками:

Станом на 1 січня 2023 року в муніципалітеті офіційно проживало 287 іноземців з 41 країни, серед них 60 громадян країн Євросоюзу та 62 громадяни України.

## Сусідні муніципалітети
- Аєлло-дель-Сабато
- Авелліно
- Чезіналі
- Манокальцаті
- Сан-Потіто-Ультра
- Санто-Стефано-дель-Соле
- Сорбо-Серпіко